# Strandhuse (Odsherred Kommune)
 For alternative betydninger, se Strandhuse. (Se også artikler, som begynder med Strandhuse)
Strandhuse er en kyst- og sommerhusby på Nordvestsjælland med 226 indbyggere  (2024). Strandhuse er beliggende i sognene Nørre Asmindrup Sogn og Egebjerg Sogn ved den nordlige del af Isefjorden fem kilometer syd for Nykøbing Sjælland, fem kilometer øst for Svinninge og 30 kilometer nord for Holbæk. Byen tilhører Odsherred Kommune og er beliggende i Region Sjælland.